# یانائول
شهر یانائول (به روسی: Янаул) در کشور روسیه و در جمهوری باشقیرستان واقع شده‌است.